# Næringsvej
En næringsvej (eller erhverv, fra tysk ca. 1800: erwerb) er måden, hvorpå man tjener til livets ophold.

## Hovednæring og binæring
Der skelnes mellem to slags næringsveje:
1. hovednæringsveje,
2. binæringer.

Hovednæringen er den vigtigste indkomstkilde, som regel den daglige virke, der sikrer den største og mest sikre (faste) indkomst, mens en binæring kan være en virksomhed, der udøves i fritiden eller i kortere tidsrum (eksempelvis en årstidsbetinget sæsonindkomst) og som giver en ekstra, men ikke fast indkomst.
Skillelinjen mellem hovednæring og binæring kan undertiden være vanskelig at fastsætte, i det en binæring kan tiltage i betydning og komme til at udgøre hovedindtægtskilden.

## Klassificering
Lige fra de tidligste folketællinger har man søgt at belyse befolkningens opdeling efter deres næringsveje. En sådan opdeling har gennem tiden haft til formål:
- at belyse befolkningens overordnede fordeling på næringsveje og hovednæringsveje og udviklingen heri gennem tiden,
- at belyse stedlige ligheder og uligheder i befolkningens næringsmæssige vilkår, fx mellem by og land, mellem kystegne og indland, mellem råstofrige og -fattige egne og så videre,
- at inddele egne og bebyggelser efter deres ulige næringsfordeling.

Opdelingen i næringsgrupper kan laves på mange måder og har da også vekslet meget gennem tiden, derved afspejlende ulige tiders vægt på ulige næringsforhold.

### Folketællingen 1787
En tidlig opdeling for folketællingen af 1787 blev lavet af Gregers Begtrup, der allerede 1803 lod befolkningen i København opdele i 20 grupper, befolkningen i andre købstæder i 19 grupper og befolkningen på landet i 16 grupper som følger:
| København                | Købstæder                      | Landet                          |
| ------------------------ | ------------------------------ | ------------------------------- |
| Gejstlige embedsmænd     | Gejstlige embedsmænd           | Gejstlige embedsmænd            |
| Landofficerer            | Landofficerer                  | −                               |
| Soldater                 | Soldater                       | −                               |
| Søofficerer              | Søofficerer                    | −                               |
| Matroser                 | −                              | −                               |
| Civile embedsmænd        | Civile embedsmænd              | Civile embedsmænd               |
| Købmænd                  | Købmænd                        | -                               |
| Deres karle og drenge    | Deres karle og drenge          | −                               |
| −                        | −                              | Jordgodsejere, forpagtere m.fl. |
| −                        | −                              | Gårdmænd                        |
| -                        | −                              | Husmænd                         |
| −                        | −                              | Inderster                       |
| Kunstnere og fabrikanter | Kunstnere og fabrikanter       | Kunstnere og fabrikanter        |
| Deres karle og drenge    | Deres karle og drenge          | −                               |
| Håndværkere              | Håndværkere                    | Håndværkere                     |
| Deres svende og drenge   | Deres svende og drenge         | -                               |
| Skippere og søfarende    | Skippere, fiskere og søfarende | Skippere, fiskere og søfarende  |
| Andre næringsdrivende    | Andre næringsdrivende          | Andre næringsdrivende           |
| Tjenestefolk             | Tjenestefolk                   | Tjenestefolk                    |
| Daglejere                | Daglejere                      | Daglejere                       |
| Rentenerer               | Rentenerer                     | Rentenerer                      |
| Pensionister             | Pensionister                   | Pensionister                    |
| Fattige                  | Fattige                        | Fattige                         |
| Andre                    | Andre                          | Andre                           |

Begtrup begrundede denne opdeling således: "Af det Anførte kjendes Folkemængden paa det platte Land og i Kjøbstæderne. Til en statistisk-oekonomisk Oversigt ønsker man og at kjende disse Beboeres Næringsveie. Hvorledes Embedsmændenes Antal, geistlig og civil staaer i Forhold til de øvrige Borger-klassers; hvor stor Forsvars-Etaten er mod dem der skal forsvares; Tjenestefolk og Daglejeres mod Hosbondernes Antal; Rentenerers, Pensionisters og Fattiges Tal mod de nærende Borgeres m. v. Til desto større Oplysning medfølger Indvaanernes Tal inddeelt efter Næringsvejene, særskilt for Hovedstaden, saavel for de smaa Kjøbstæder, som for det platte Land." Tallene lod han i øvrigt stå uden yderligere bemærkninger.

### Folketællingen 1890
I forbindelse med udgivelsen af J.P.Trap: Danmark, 3 udgave (1892-1904) foretoges med udgangspunkt i folketællingen 1890 for alle datidige købstæder og landsogne oversigtlige opgørelser over indbyggernes næringsveje fordelt på 11 hovedgrupper:
1. jordbrug
2. gartneri
3. fiskeri
4. immateriel virksomhed
5. industri og håndværk
6. handel og omsætning
7. søfart
8. andre
9. egne midler
10. forsorg
11. indsatte i anstalt (fængslede).

Opgørelsen udgjorde både i forhold til ældre udgaver af J.P.Trap: Danmark, hvor omtalen af sysselsætningsforhold var holdt i brede formuleringer så som "jordbrug er hovederhvervet" (eventuelt suppleret med oplysninger om binæringer), og i forhold til Statistisk Bureaus hidtidige oversigter over sysselsætningen, der alene havde omfattet amter som helhed og de største købstæder et stort fremskridt til belysning af næringsvejenes fordeling for mindre dele af landet. Også selve inddelingen var et fremskridt, i det den blandt andet udskilte gartneri, fiskeri og søfart som særlige næringsveje.

### Folketællingen 1906
I forbindelse med folketællingen for 1906 foretog Statens Statistiske Bureau en særskilt opgørelse over befolkningens fordeling på hovednæringsveje, i alt 9 hovedgrupper:
1. immatriel virksomhed,
2. landbrug, skovbrug og mejeri,
3. fiskeri,
4. håndværk og industri,
5. varehandel, pengeomsætning og gæstgiveri,
6. jernbane-, post- og telegrafvæsen, transport og søfart,
7. kapitalister og aftægtsfolk,
8. offentlig understøttede (herunder alderdomsunderstøttelse),
9. anden og uangiven virksomhed.

Bureauet skrev herom i forordet: “I et i April 1906 udgivet Hæfte af Statistiske Meddelelser (4. Række, 21. Bd., 1. Hæfte) blev der givet en detailleret Fremstilling af Folketallet efter de forskellige administrative Inddelinger m.v. i Henhold til Folketællingen den 1. Februar 1906, og i de ledsagende tekstmæssige Bemærkninger meddeltes derhos en sammenfattende Oversigt over de Hovedresultater, der kunde udledes af Tallene med Hensyn til Tilvækstforholdene, de forskellige Forskydninger fra Sted til Sted og Befolkningens Fordeling efter Køn.
Ved Tællingens Planlæggelse var det, bl.a. ogsaa under Hensyn til de dermed forbundne Omkostninger, Hensigten at begrænse Bearbejdelsen til de her nævnte Forhold. Man gik nemlig ud fra, at dybere gaaende Undersøgelser vedrørende Befolkningens Fordeling efter Alder, Erhverv m.v. kun burde foretages med tiaarige Mellemrum, idet Forandringerne i disse Forhold normalt næppe ville foregaa saa hurtigt, at en Bearbejdelse med femaarige Mellemrum kan siges at være nødvendig. Opgørelsen af Tællingen i 1906 viste imidlertid, at Udviklingen af Landets Befolkningsforhold i de fem Aar er, der laa mellem Folketællingen 1901 og 1906, afveg ret stærkt fra Udviklingen i den foregaaende Tid, idet den tidligere stærke Indvandring fra Landet til Byerne var standset, og Bureauet besluttede derfor at foretage en summarist Bearbejdelse af Folketællingslisternes Erhvervsrubrik for derigennem at søge konstateret Sammenhængen mellem Erhvervsforholdene og den nævnte Standsning i Indvandringen til Byerne.
Denne Bearbejdelse, hvortil Bureauet ikke havde nogen særlig Bevilling, og som mere har maattet udføres som et ekstraordinært Lejlighedsarbejde, er nu afsluttet, og Resultaterne forelægges i nærværende Hæfte. Da Bearbejdelsens specielle Formaal kunde fyldestgøres ved en Undersøgelse af Befolkningens Fordeling alene efter Hovedgrupper af Erhverv (Landbrug, Industri osv.), har man ikke foretaget nogen yderligere Erhvervs-Deling inden for disse Hovedgrupper, og detaillerede Sammenligninger med de til tidligere Tællinger knyttede Erhvervsopgørelser kunne derfor ikke foretages paa nærværende Grundlag. Ved Fremstillingen af Resultaterne har man derimod for saa vidt givet mere end tidligere, som man i Tabel I har meddelt de summariske Erhvervsoplysninger for hver enkelt By [købstad] og for Landets Vedkommende for hvert enkelt Sogn, medens samtlige foregaaende Folketællinger have nøje-des med at give disse Oplysninger amtsvis samt særskilt for de største Byer, alene med Undtagelse af Tællingen i 1855, hvis Erhvervsoplysninger ere meddelte for hver enkelt Købstad (Statistisk Tabelværk, Ny Række, 12 Bind)”.
Om udfaldet af undersøgelsen skrev Bureauet blandt andet:
“…omtrent en Trediedel af Befolkningsforøgelsen i Landdistrikterne faldt paa de 168 bymæssige Bebyggelser. Dersom man nu yderligere, paa Grundlag af Oplysningerne i foranstaaende Tabel I, vil undersøge, hvorledes disse bymæssige Bebyggelser indvirke paa de foran anførte almindelige Resultater vedrørende Erhvervsforholdet, er man nødsaget til at medtage i Beregningerne ogsaa de ikke-bymæssige Dele af de paagældende Sogne, da Erhvervsopgørelsen er foretaget for Sognet som Helhed. Ved en saadan Undersøgelse vil det imidlertid være rigtigst at bortse fra en Del bymæssige Bebyggelser af noget anden Karakter end de almindelige, nemlig dels de ældre Flækker (Fiskerbyer, Ladepladser, nedlagte Købstæder osv.), dels en Række Forstadsbebyggelser, der i alt væsentligt ere at betragte som Udløbere fra tilgrænsende Købstæder og befolknings- og erhvervsstatistisk rettelig høre sammen med disse; endelig bør der i denne Sammenhæng bortses fra de Bebyggelser, hvis bymæssige Karakter skyldes andre For-hold end de erhvervsmæssige (Sindssyge- og Aandssvageanstalter, Vridsløselille Straffeanstalt). Tilbage bliver 120 Sogne med Stationsbyer og lignende bymæssig Bebyggelse. …
Som Hovedresultater indvundne ved Folketællingen 1906 synes da at kunne fastslaas,
- at den tidligere almindelige Indvandring fra Landet til Byerne i det væsentlige var ophørt i Fem-aaret 1901-06, idet Tilflytningen i hvert Fald opvejedes af en lige saa stor Bortflytning fra Byerne til Landet;
- at Grunden til denne Standsning i Bortflytningen fra Landdistrikterne ikke eller kun i ringe Grad er at søge i, at Landbrugserhvervene have optaget en større Del af den naturlige Befolkningstilvækst end i den forudgaaende Periode, idet den langt overvejende Del af Landdistrikternes Befolkningsforøgelse er blevet optaget af andre Erhverv end Landbruget;
- at Forøgelsen af den ikke-landbrugsmæssige Befolkning vel gennemgaaende har været betydelig ogsaa i de egentlige Landbrugsegne, men at den dog fortrinsvis falder paa de Sogne, hvor der findes bymæssige Bebyggelser; samt
- at den ikke-landbrugsmæssige Befolkning i disse Sogne, saa vidt det kan skønnes, i de 5 Aar fra 1901 til 1906 er blevet forøget med henved en Fjerdedel af Tallet i 1901.”[5]

Det er tankevækkende, at Bureauet ikke fandt anledning til at foretage særskilte opgørelser for de bymæssige bebyggelser, selvom disse ellers allerede var udskilte i de tilgrundliggende tællingsskemaer. I stedet nøjedes man med at sammenligne landsogne med henholdsvis uden bymæssige bebyggelser. Da man ikke havde sammenlignelige tal for 1901, foretog man en beregning af udviklingen i sogne med henholdsvis uden bymæssig bebyggelse ud fra en antagelse om, at befolkningen sysselsat ved jordbrug var vokset forholdsvist lige meget i de to sognegrupper. Det er endvidere påfaldende, at mejeridrift blev slået sammen med landbrug og skovbrug. I forhold til J.P.Trap: Danmark 3 udgave er den manglende særskilte opgørelse af gartneri, af indespærrede samt manglende adskillelse af de ulige samfærdselsformer (især landfærdsel og søfart) klare tilbageskridt. Overhovedet er det yderst beklageligt, at Statistisk Bureau øjensynligt ikke har taget hensyn til oplysningerne i Trap. En sammenligning ville ellers have vist, at udviklingens var mere sammensat, end Statistisk Bureau forestillede sig: samtidig med en vækst i bynæringerne i købstæder og deres omgivende landdistrikter samt større bymæssige bebyggelser, skete der en nedgang i andre landsogne. Dette taler for, at der i tiden 1890-1906 skete en samling af bynæringerne i de større og bedst beliggende byer på bekostning af mindre byer og mere udtalte landområder.

### Folketællingen 1911
Et stort fremskridt kom med J.P.Trap: Danmark, 4 udgave. Her opgjordes på grundlag af folketællingen 1911 befolkningens fordeling efter næringsveje for amterne, for købstæderne og for første gang også sysselsætningen i de bymæssige bebyggelser fordelt på 13 hovedgrupper:
1. immatriel virksomhed;
2. landbrug;
3. gartneri (kun amterne);
4. skovbrug (kun amterne);
5. fiskeri;
6. håndværk og industri;
7. mejeridrift (kun købstæder);
8. handel og omsætning;
9. samfærdsel;
10. tyende (amter og købstæder);
11. egne midler;
12. offentlig understøttelse (amter og købstæder);
13. uden angivelse (amter og købstæder).

Imidlertid er opgørelserne for de enkelte bymæssige bebyggelser i alle tilfælde ufuldstændige, almindeligvis opgjordes dog antallet af sysselsatte indenfor landbrug, håndværk og industri, handel og omsætning, ofte tillige samfærdsel, undertiden embedsmænd og de, der levede af egne midler, for kystbyerne desuden fiskeri. Ligeledes er det beklageligt, at opgørelser for landsognene som helhed ikke blev bragt.

### Folketællingen 1930
Først i forbindelse med folketællingen for 1930 udførte Danmarks Statistik en opgørelse, der så vidt mulig tog hensyn både til sogneinddelingen og til de anerkendte bymæssige bebyggelser, tilmed opgjort for de enkelte dele af byerne efter disses beliggenhed i de ulige landsogne. Mindre heldig var den valgte samling i 8 hovednæringsgrupper:
1. Landbrug m.v.
2. Håndværk og industri
3. Handel og omsætning
4. Kommission og Transport
5. Immateriel virksomhed
6. Husgerning m.v.
7. Personer ude af erhverv
8. Uangiven

I sine bemærkninger redegør Det statistiske Departement for de ulige problemstillinger, der knyttede sig til opgørelsen. Herunder hørte blandt andet spørgsmålet om opdeling efter stilling: selvstændige, funktionærer og arbejdere, desuden delingen i forsørgere og forsørgede (helt eller delvist), men ellers var det naturligvis udviklingen for "hovederhvervsgrupper" opgjort henholdsvis for hovedstaden, provinsbyerne og landdistrikterne, desuden forskelle mellem "byer" og "rent land", der interesserede. Endelig gjorde man en sammenligning med undersøgelsen fra 1906.
En tilsvarende inddeling anvendtes ved folketællingerne for 1940 og 1950, og udfaldet fra disse folketællinger blev siden anvendt ved udgivelsen af J.P.Trap: Danmark, 5 udgave.